# 浦口直樹
浦口 直樹（うらぐち なおき、1960年6月19日 - ）は、TBSテレビの元社員で、同局元アナウンサー。このほか、ラジオディレクター・プロデューサーも務めていた。
長崎県長崎市出身。アナウンサーを経て、TBSテレビ営業局CM部担当局次長、TBSアナウンススクール校長も歴任。公称身長174センチ。長崎県立長崎北高等学校・九州大学法学部を卒業。

## 来歴・人物
小学生時代は地元・長崎のNHK児童劇団に入団して活動していた。その当時のスタジオの雰囲気やマイクの感触が忘れられず、放送の世界を目指すようになった。
1983年4月、TBSにアナウンサー20期生として入社（同期は有村かおり、須賀雅子（旧姓:野口）、牧嶋博子）。
2006年10月7日から2010年10月2日まで、TBSラジオが主催・運営するコミュニティサークル「遊学舎」の情報ラジオ番組『遊学舎でいこう!』のパーソナリティを務め、降板後は遊学舎名誉会員となる。
2016年から2017年は、TBSアナウンススクールの校長を務めた。後任は清水大輔。
2017年7月1日付で、TBSテレビ営業局CM部担当局次長に異動した。2020年6月30日付で、TBSテレビを定年退職した。
なお、チューリップテレビ（TUT・富山県、当時社名は「テレビユー富山」）開局に際し、1990年10月の開局前後期間、TBSから一時出向し、アナウンサー研修やOA業務を担当していた。
お笑いに造詣が深く、自ら企画して若手芸人のライヴイベントおよびラジオ番組をプロデュースするほか、様々なお笑い芸人とコネクションを持っている。2017年の異動により番組制作から退いたあとも、お笑いライブを立ち上げるなど活動を続けている。2020年3月29日には、かつて担当していたTBSラジオ『らんまん ラジオ寄席』にゲスト出演し、同日（当初は同月8日公開収録分を放送予定だったが、収録自体が中止になった）に特集が組まれたケーシー高峰の思い出を語っている。
TBS退職後もお笑いライブのプロデュースは継続しており、最近の活動や過去のお笑いライブ観覧記をnoteで公開している。

## 過去の出演番組

### テレビ
- ザ・ベストテン（追っかけマン）[8][9]
- アッコにおまかせ!
- 3時にあいましょう
- EXPOスクランブル（1985年）[9]
- 爆笑スペシャル[9]
- THE WAVE[8][9]
- JNNニュースコール[9]
- おはようお天気ワイド[9]
- CBSドキュメント（ナレーション）
- 情報!もぎたてサラダ[8][9]
- バリキン7 賢者の戦略（ナレーション）

### ラジオ
- 今朝の現場（1984年）[9]
- 花の新人歌謡戦（1985年）[9]
- 夜はこれから（1986年）[9]
- メロディー・ランド（1986年）[9]
- お待たせトドメのベストテン（1987年）[9]
- ジャンピングスニーカー（1987年）[9]
- ぼくらのレコ大ベストヒット（1987年）[9]
- ザ・ヒットパレード（1987年・1995年）[8][9]
- ホットヒット情報局（1988年）[9]
- 土曜の夜をつかまえて!（1988年）[9]
- サンデーベストテン（1989年）[9]
- スーパーギャング（1989年4月 - 1990年3月）[9]木曜担当 - 1989年10月 - 1990年3月は森脇健児と共演。
- 100万円クイズジャーナル（1991年）
- もってけナイト（1991年）[9]
- サンデーポップスベストテン（1992年）[9]
- 恋する電リクBINGO BONGO（1994年）[8][9] - 小林豊と共にパーソナリティ。
- 浦口直樹の土曜が一番!（1997年）[9]
- 赤坂お笑いD・O・J・O（企画・プロデュース・MC）
- 宮川賢の深夜ビタミン族（ラジオドラマ「浦口くんと山下くん」に出演）
- 宮川賢のラジオはナメるな! ラジオドラマ「時計仕掛けの山下くん」「ニコニコ寺の山下くん」
- 木曜UP'S　ねたばん（1997年10月 - 1998年9月）
- 遊学舎でいこう!（2006年10月7日 - 2010年10月2日、初代パーソナリティを担当）
- ラジオ・パープル - 金曜早朝（木曜深夜）担当
- ラジオ寄席[8][9] - 司会（ナイターオフシーズンに放送。2006年度まではTBSでの公開録音と非公開放送の両方、2016年度までは非公開放送での番組進行役を担当）

## 制作番組
- コサキンDEワァオ!（ラジオ）ディレクター
  - 裏方だったため出演することはなかったが、番組公式本に掲載された笑顔の写真が「助平顔だ」などと一時期盛んにネタにされた。
- キャイ〜ン編集部・なぁ〜んでぇ〜すかぁ〜?（ラジオ）プロデューサー

## 出演映画
- Jam Films 2・HOOPS MEN SOUL（2002年）ラジオパーソナリティ 役（友情出演）

## ネット配信
- 1997年頃に、TBSのWebサイトで、同僚アナウンサーの向井政生と共演したスペシャルコント動画を配信していた[10]。